# Eriogonum gilmanii
Eriogonum gilmanii är en slideväxtart som beskrevs av S. G. Stokes. Eriogonum gilmanii ingår i släktet Eriogonum och familjen slideväxter. Inga underarter finns listade i Catalogue of Life.